# کن گرووز
کن گرووز (انگلیسی: Ken Groves؛ ۹ اکتبر ۱۹۲۱ – May 2002 (aged 80)) بازیکن فوتبال اهل بریتانیا بود.
از باشگاه‌هایی که در آن بازی کرده‌است می‌توان به باشگاه فوتبال ردینگ اشاره کرد.